# (40328) Dow
(40328) Dow (1999 MK) – planetoida z grupy pasa głównego asteroid okrążająca Słońce w ciągu 3,34 lat w średniej odległości 2,23 j.a. Odkryta 20 czerwca 1999 roku.